# Os de Plata a la millor direcció
L'Os de Plata a la millor direcció és el premi que es concedeix en el Festival Internacional de Cinema de Berlín a la millor direcció cinematogràfica.

## Guanyadors
| Any  | Director                             | Pel·lícula                                         |
| ---- | ------------------------------------ | -------------------------------------------------- |
| 1955 | Otto Preminger                       | Carmen Jones                                       |
| 1956 | Robert Aldrich                       | Autumn Leaves                                      |
| 1957 | Mario Monicelli                      | Padri e figli                                      |
| 1958 | Tadashi Imai                         | Jun'ai monogatari                                  |
| 1959 | Akira Kurosawa                       | The Hidden Fortress                                |
| 1960 | Jean-Luc Godard                      | À bout de souffle                                  |
| 1961 | Bernhard Wicki                       | Das Wunder des Malachias                           |
| 1962 | Francesco Rosi                       | Salvatore Giuliano                                 |
| 1963 | Nikos Kúnduros                       | Mikres Afrodites                                   |
| 1964 | Satyajit Ray                         | Mahanagar                                          |
| 1965 | Satyajit Ray                         | Charulata                                          |
| 1966 | Carlos Saura                         | La Caza                                            |
| 1967 | Zivojin Pavlovic                     | Budjenje pacova                                    |
| 1968 | Carlos Saura                         | Peppermint Frappé                                  |
| 1972 | Jean-Pierre Blanc                    | La Vieille fille                                   |
| 1975 | Serguei Soloviov                     | Sto dney posle detstva                             |
| 1976 | Mario Monicelli                      | Caro Michele                                       |
| 1977 | Manuel Gutiérrez Aragón              | Camada Negra                                       |
| 1978 | Georgi Djulgerov                     | Advantage                                          |
| 1979 | Astrid Henning-Jensen                | Vinterborn                                         |
| 1980 | István Szabó                         | Bizalom                                            |
| 1982 | Mario Monicelli                      | Il Marchese del Grillo                             |
| 1983 | Eric Rohmer                          | Pauline à la plage                                 |
| 1984 | Ettore Scola                         | La sala de ball                                    |
| 1985 | Robert Benton                        | Places in the Heart                                |
| 1986 | Georgi Schengelaja                   | Achalgasrda kompositoris mogsauroba                |
| 1987 | Oliver Stone                         | Platoon                                            |
| 1988 | Norman Jewison                       | Moonstruck                                         |
| 1989 | Dušan Hanák                          | Ja milujem, ty miluješ                             |
| 1990 | Michael Verhoeven                    | Das schreckliche Mädchen                           |
| 1991 | Jonathan Demme                       | El silenci dels anyells (The Silence of the Lambs) |
| 1991 | Ricky Tognazzi                       | Ultrá                                              |
| 1992 | Jan Troell                           | Il Capitano                                        |
| 1993 | Andrew Birkin                        | The Cement Garden                                  |
| 1994 | Krzysztof Kieslowski                 | Tres colors: Blanc (Trzy kolory: Bialy)            |
| 1995 | Richard Linklater                    | Before Sunrise                                     |
| 1996 | Yim Ho                               | Tai yang you er                                    |
| 1996 | Richard Loncraine                    | Ricard III                                         |
| 1997 | Eric Heumann                         | Port Djema                                         |
| 1998 | Neil Jordan                          | The Butcher Boy                                    |
| 1999 | Stephen Frears                       | Terra de cowboys (The Hi-Lo Country)               |
| 2000 | Miloš Forman                         | Man on the Moon                                    |
| 2001 | Lin Cheng-Sheng                      | Ai ni ai wo                                        |
| 2002 | Otar Iosseliani                      | Lundi Matin                                        |
| 2003 | Patrice Chéreau                      | Son frère                                          |
| 2004 | Kim Ki-Duk                           | La noia samaritana (Samaria)                       |
| 2005 | Marc Rothemund                       | Sophie Scholl - Die letzten Tage                   |
| 2006 | Michael Winterbottom, Mat Whitecross | The Road To Guantanamo                             |
| 2007 | Joseph Cedar                         | Beaufort                                           |
| 2008 | Paul Thomas Anderson                 | There Will Be Blood                                |
| 2009 | Asghar Farhadi                       | About Elly                                         |
| 2010 | Roman Polanski                       | The Ghost Writer                                   |
| 2011 | Ulrich Köhler                        | Schlafkrankheit                                    |
| 2012 | Christian Petzold                    | Barbara                                            |
| 2013 | David Gordon Green                   | Prince Avalanche                                   |
| 2014 | Richard Linklater                    | Boyhood                                            |
| 2015 | Radu Jude                            | Aferim!                                            |
| 2015 | Malgorzata Szumowska                 | Body                                               |
| 2016 | Mia Hansen-Løve                      | L'avenir                                           |
| 2017 | Aki Kaurismäki                       | Toivon tuolla puolen                               |
| 2018 | Wes Anderson                         | Isle of Dogs                                       |
| 2019 | Angela Schanelec                     | I Was at Home, But                                 |
| 2020 | Hong Sang-soo                        | The Woman Who Ran                                  |